# Guettarda turrialbana
Guettarda turrialbana là một loài thực vật có hoa trong họ Thiến thảo. Loài này được N.Zamora & Pùveda mô tả khoa học đầu tiên năm 1988.